# Zombie Roadkill
Zombie Roadkill es una serie de televisión estadounidense de 2010 dirigida por David Green. Está protagonizada por Michael Blaiklock, Thomas Haden Church, Jeff D'Agostino, David Dorfman, Cherilyn Wilson y Toni Wynne. La serie está compuesta de 6 episodios y se estrenó el 4 de octubre de 2010 y se finalizó el 9 de octubre de 2010 a través de FearNet. 

## Sinopsis
La serie gira en torno a un grupo de estudiantes universitarios que conduce por una carretera desconocida. Todo parece adecuado para un viaje por carretera hasta el lago, pero cuando el grupo accidentalmente atropella a una ardilla desprevenida, pronto se dan cuenta de que tendrán que pagar el precio. La carretera le devuelve la vida a la ardilla zombi para aterrorizar a los chicos. Después del accidente todo el mundo está herido excepto el hermano más joven (David Dorfman) que se verá obligado a emprender un viaje para derrotar una antigua maldición y salvar a su hermano (Jeff D'Agostino) y amigos antes de que sea demasiado tarde. 

## Reparto
- Michael Blaiklock - Greg
- Thomas Haden Church - Guardabosques Chet Masterson
- Jeff D'Agostino - Nate
- David Dorfman - Simon
- Cherilyn Wilson - Amber
- Toni Wynne - Trish

- Datos: Q27569025